# 国务院直属机构
《国务院行政机构设置和编制管理条例》第六条规定，“国务院行政机构根据职能分为国务院办公厅、国务院组成部门、国务院直属机构、国务院办事机构、国务院组成部门管理的国家行政机构和国务院议事协调机构”；“国务院直属机构主管国务院的某项专门业务，具有独立的行政管理职能”。
国务院直属机构中，除海关总署和国务院参事室外均冠有“国家”字号，对外交往中均可在名称前加“中华人民共和国”或“中国”；而在国内以及行政文件中，均不加“中华人民共和国”或“中国”。

## 现行国务院直属机构概况

### 冠国号的正部级总署
1. 中华人民共和国海关总署

### 不冠国号的正部级总局
1. 国家税务总局
2. 国家市场监督管理总局（对外保留国家认证认可监督管理委员会、国家标准化管理委员会牌子）
3. 国家广播电视总局
4. 国家体育总局（与中华全国体育总会一个机构两块牌子）
5. 国家金融监督管理总局

### 冠以“中国”的正部级委员会
1. 中国证券监督管理委员会

### 冠以“国务院”的副部级直属机构
1. 国务院参事室[3]（与中央文史研究馆合署办公）

### 冠国号的副部级国家局
无

### 不冠国号的副部级署
1. 国家国际发展合作署

### 不冠国号的副部级国家局
1. 国家统计局
2. 国家医疗保障局
3. 国家机关事务管理局
4. 国家知识产权局
5. 国家信访局

### 中共中央直属机构对外加挂的牌子
1. 国家新闻出版署（与“国家版权局”一个机构两块牌子），牌子挂在中共中央宣传部，职责由中宣部承担。
2. 国家宗教事务局，牌子挂在中共中央统一战线工作部，职责由中央统战部承担。

## 历届国务院直属机构序列

### 第十四届（2023年3月至今）
| 正部级 1. 中华人民共和国海关总署 2. 国家税务总局 3. 国家市场监督管理总局（国家反垄断局、中国国家认证认可监督管理委员会、中国国家标准化管理委员会） 4. 国家金融监督管理总局 5. 中国证券监督管理委员会 6. 国家广播电视总局 7. 国家体育总局（中华全国体育总会） | 副部级 1. 国家信访局 2. 国家统计局 3. 国家知识产权局 4. 国家国际发展合作署 5. 国家医疗保障局 6. 国务院参事室 7. 国家机关事务管理局 中共中央直属机构对外加挂的牌子 1. 中共中央宣传部国家新闻出版署（国家版权局） 2. 中共中央统战部国家宗教事务局 |

### 第十三届（2018年3月至2023年3月）
| 正部级 1. 中华人民共和国海关总署 2. 国家税务总局 3. 国家市场监督管理总局（中国国家认证认可监督管理委员会、中国国家标准化管理委员会） 4. 国家广播电视总局 5. 国家体育总局（中华全国体育总会） | 副部级 1. 中华人民共和国国家统计局 2. 国家国际发展合作署 3. 国家医疗保障局 4. 国务院参事室 5. 国家机关事务管理局 中共中央直属机构对外加挂的牌子 1. 中共中央宣传部国家新闻出版署（国家版权局） 2. 中共中央统战部国家宗教事务局 |

### 第十二届（2013年3月至2018年3月）
| 正部级 1. 中华人民共和国海关总署 2. 国家税务总局 3. 国家工商行政管理总局 4. 国家质量监督检验检疫总局 5. 国家新闻出版广电总局（国家版权局） 6. 国家体育总局（中华全国体育总会） 7. 国家安全生产监督管理总局 8. 国家食品药品监督管理总局 | 副部级 1. 国家统计局 2. 国家林业局 3. 國家知識產權局 4. 国家旅游局 5. 国家宗教事务局 6. 国务院参事室 7. 国家机关事务管理局 8. 国家预防腐败局（在监察部加挂牌子） |

### 第十一届（2008年3月至2013年3月）
| 正部级 1. 中华人民共和国海关总署 2. 国家税务总局 3. 国家工商行政管理总局 4. 国家质量监督检验检疫总局 5. 国家新闻出版总署（国家版权局） 6. 国家广播电影电视总局 7. 国家体育总局（中华全国体育总会） 8. 国家安全生产监督管理总局 | 副部级 1. 国家统计局 2. 国家林业局 3. 国家知识产权局 4. 国家旅游局 5. 国家宗教事务局 6. 国务院参事室 7. 国务院机关事务管理局 8. 国家预防腐败局（在监察部加挂牌子） |

## 译名
- 《国务院机构英文译名》（国办秘函〔2008〕33号）原文注：

1. 本文件中的英文译名统一使用英式拼写，但各单位可根据需要选用美式拼写。

2. 中文名称中未冠以“中华人民共和国”或“中国”字样的单位，在对外交往中可根据需要，在英文译名中加上“the People's Republic of China”（全称）或“China”（简称）的字样。

## 印章
《国务院关于国家行政机关和企业事业单位社会团体印章管理的规定》规定：“国务院直属机构、办事机构的印章，正部级单位的直径5厘米，副部级单位的直径4.5厘米，中央刊国徽，国徽外刊机关名称，自左而右环行，由国务院制发。”